# 8E busz (Budapest)
A budapesti 8E jelzésű autóbusz Újpalota, Nyírpalota út és Kelenföld vasútállomás között közlekedik. A viszonylatot az ArrivaBus Kft. üzemelteti.

## Története
2016. június 4-étől a 8-as busz 8E jelzéssel közlekedik, Pesten gyorsjáratként, Budán pedig alapjáratként. Útvonalát Pesten meghosszabbították az Újpalota, Nyírpalota útig.
2018 szilveszterén egész éjjel közlekedett.
2020. május 4-étől 8-áig 7 és 9 óra, illetve 12 és 14 óra között ideiglenesen megállt a Cházár András utcánál is a Petrik Lajos Szakgimnázium könnyebb megközelítése miatt.
2022. július 23-ától hétvégente és ünnepnapokon a viszonylat budai szakaszán kizárólag az első ajtón lehet felszállni az autóbuszokra, ahol a járművezető ellenőrzi az utazási jogosultságot.

## Útvonala
| Újpalota, Nyírpalota út felé |
| Kelenföld vasútállomás M vá. – Koszorúslány utca – aluljáró – Budaörsi út – Gazdagréti út – Rétköz utca – Gazdagréti út – Gazdagréti tér, forduló – Gazdagréti út – Törökbálinti út – Márton Áron tér – Érdi út – Németvölgyi út – Hegyalja út – Döbrentei tér – Erzsébet híd – Szabad sajtó út – Ferenciek tere – Kossuth Lajos utca – Rákóczi út – Baross tér – Thököly út – Bosnyák tér – Csömöri út – felüljáró – Drégelyvár utca – Nyírpalota út – Újpalota, Nyírpalota út vá.                        |
| Kelenföld vasútállomás felé |
| Újpalota, Nyírpalota út vá. – Nyírpalota út – Drégelyvár utca – felüljáró – Csömöri út – Bosnyák tér – Thököly út – Baross tér – Rákóczi út – Kossuth Lajos utca – Ferenciek tere – Szabad sajtó út – Erzsébet híd – Hegyalja út – Németvölgyi út – Érdi út – Márton Áron tér – Törökbálinti út – Gazdagréti út – Gazdagréti tér, forduló – Gazdagréti út – Rétköz utca – Gazdagréti út – aluljáró – Lapu utca – M1-M7 autópálya-bevezető – Budaörsi út – Koszorúslány utca – Kelenföld vasútállomás M vá. |

## Megállóhelyei
| 0  | Újpalota, Nyírpalota út végállomás  | 62 | 7, 7E, 46, 96, 108E, 130, 133E, 146, 196, 196A, 296, 296A |
| 1  | Vásárcsarnok                        | 60 | 69 7, 7E, 46, 96, 108E, 130, 133E, 146, 196, 196A, 296, 296A |
| 3  | Fő tér                              | 59 | 69 7, 7E, 46, 96, 108E, 130, 133E, 196, 196A, 296, 296A |
| 5  | Apolló utca                         | 57 | 7, 108E, 231, 231B, 277 |
| 6  | Molnár Viktor utca                  | 56 | 7, 7E, 108E, 133E, 277 S76 (Újpalota) |
| 8  | Cinkotai út                         | 54 | 7, 108E, 277 |
| 10 | Bosnyák tér                         | 52 | 3, 62, 62A 7, 7E, 32, 108E, 110, 112, 124, 125, 133E, 277 |
| 11 | Tisza István tér                    | 50 | 82, 82A 7, 108E, 110, 112, 133E |
| 13 | Zugló vasútállomás                  | 47 | 1, 1A 72 5, 7, 7E, 108E, 110, 112, 133E S21 S50 G50 Z50 IC, sebesvonat, gyorsvonat |
| 18 | Keleti pályaudvar M                 | 42 | 23, 24 73, 76, 78, 79, 80 5, 7, 7E, 20E, 30, 30A, 107, 108E, 110, 112, 133E, 230 G10 S60 G60 Z60 S80 G80 IC, EC, EN, InterRégió, sebesvonat, gyorsvonat, expresszvonat, |
| 21 | Blaha Lujza tér M                   | 39 | 4, 6, 28, 28A, 37, 37A, 62 74 5, 7, 7E, 99, 107, 108E, 110, 112, 133E, 217E |
| 23 | Uránia                              | 38 | 74 5, 7, 107, 108E, 110, 112, 133E |
| 24 | Astoria M                           | 36 | 47, 48, 49 72, 74 5, 7, 9, 107, 108E, 110, 112, 133E |
| 26 | Ferenciek tere M                    | 34 | 5, 7, 15, 107, 108E, 110, 112, 133E |
| 26 | Március 15. tér                     | 33 | 2, 2B, 23 5, 7, 15, 107, 108E, 110, 112, 133E |
| 28 | Döbrentei tér                       | 31 | 19, 41, 56, 56A 5, 108E, 110, 112 |
| 31 | Sánc utca                           | 29 | 27, 108E, 110, 112, 178 |
| 32 | Mészáros utca                       | 27 | 108E, 110, 112 |
| ∫  | BAH-csomópont                       | 26 | 17, 61 108E, 110, 112, 139, 140, 140A, 212, 212A, 212B |
| 35 | BAH-csomópont                       | 25 | 17, 61 108E, 110, 112, 139, 140, 140A, 212, 212A, 212B |
| 36 | Zólyomi út                          | 24 | |
| 37 | Breznó lépcső                       | 23 | |
| 38 | Sion lépcső                         | 22 | |
| 39 | Korompai utca                       | 21 | |
| 40 | Hegytető utca                       | 20 | |
| 41 | Farkasréti temető                   | 19 | 59, 59A, 59B |
| 42 | Süveg utca                          | 18 | 59, 59A, 59B |
| 43 | Márton Áron tér                     | 17 | 59, 59A, 59B 53 |
| 44 | Eper utca                           | 15 | |
| 45 | Oltvány köz                         | 14 | |
| 46 | Irhás árok                          | 13 | |
| 47 | Szent Pio atya tér                  | 12 | |
| 48 | Gazdagréti tér                      | 10 | 108E, 139, 153, 154 |
| 49 | Telekes utca                        | 9  | 108E, 139 |
| 50 | Kaptárkő utca                       | 8  | 108E, 139 |
| 51 | Frankhegy utca                      | 7  | 108E, 139 |
| 52 | Regős köz                           | 6  | 108E, 139 |
| 53 | Nagyszeben tér                      | 5  | 108E, 139 |
| 54 | Gazdagréti út                       | 4  | 40, 40B, 87, 87A, 88, 88A, 108E, 139, 140, 140A, 153, 154, 188, 240 |
| ∫  | Nagyszeben út                       | 3  | 87, 87A, 88, 88A, 108E, 139, 140, 140A, 153, 154 |
| 55 | Jégvirág utca                       | ∫  | 87, 87A, 88, 88A, 108E, 139, 140, 140A, 153, 154 |
| 57 | Sasadi út                           | 1  | 40, 40B, 40E, 53, 87, 87A, 88, 88A, 108E, 139, 140, 140A, 150, 150B, 153, 154, 172, 173, 187, 188, 188E, 240, 272 731, 764 1172, 1173, 1174, 1175, 1176, 1177, 1183, 1184, 1185, 1188, 1189, 1190, 1193, 1194, 1201, 1205, 1212, 1215, 1216, 1229, 1251, 1253, 1254, 1257, 1268 |
| 58 | Kelenföld vasútállomás M végállomás | 0  | 1, 19, 49 40, 40B, 40E, 53, 58, 87, 87A, 88, 88A, 101B, 101E, 108E, 141, 150, 150B, 153, 154, 172, 173, 187, 188, 188E, 250, 250B, 251, 251A, 251E, 272 689, 691, 710, 712, 715, 720, 722, 724, 725, 727, 731, 732, 734, 735, 736, 760, 762, 763, 764, 767, 770, 774, 775, 778, 779, 798, 799 S10 G10 S12 S30 G30 Z30 S34 S35 S36 S40 G40 Z40 S42 Z42 G43 G44 IC, EC, EN, sebesvonat, gyorsvonat, expresszvonat, |